# Jagdgeschwader 7
Il Jagdgeschwader 7 (JG 7 - 7º stormo caccia), soprannominato Nowotny in memoria di Walter Nowotny, fu un reparto aereo della Luftwaffe, l'aeronautica militare tedesca, attivo dal 1944 al 1945. L'unico velivolo impiegato fu il caccia a getto Messerschmitt Me 262. Fu il primo reparto ad usare caccia a reazione in battaglia.

## Storia

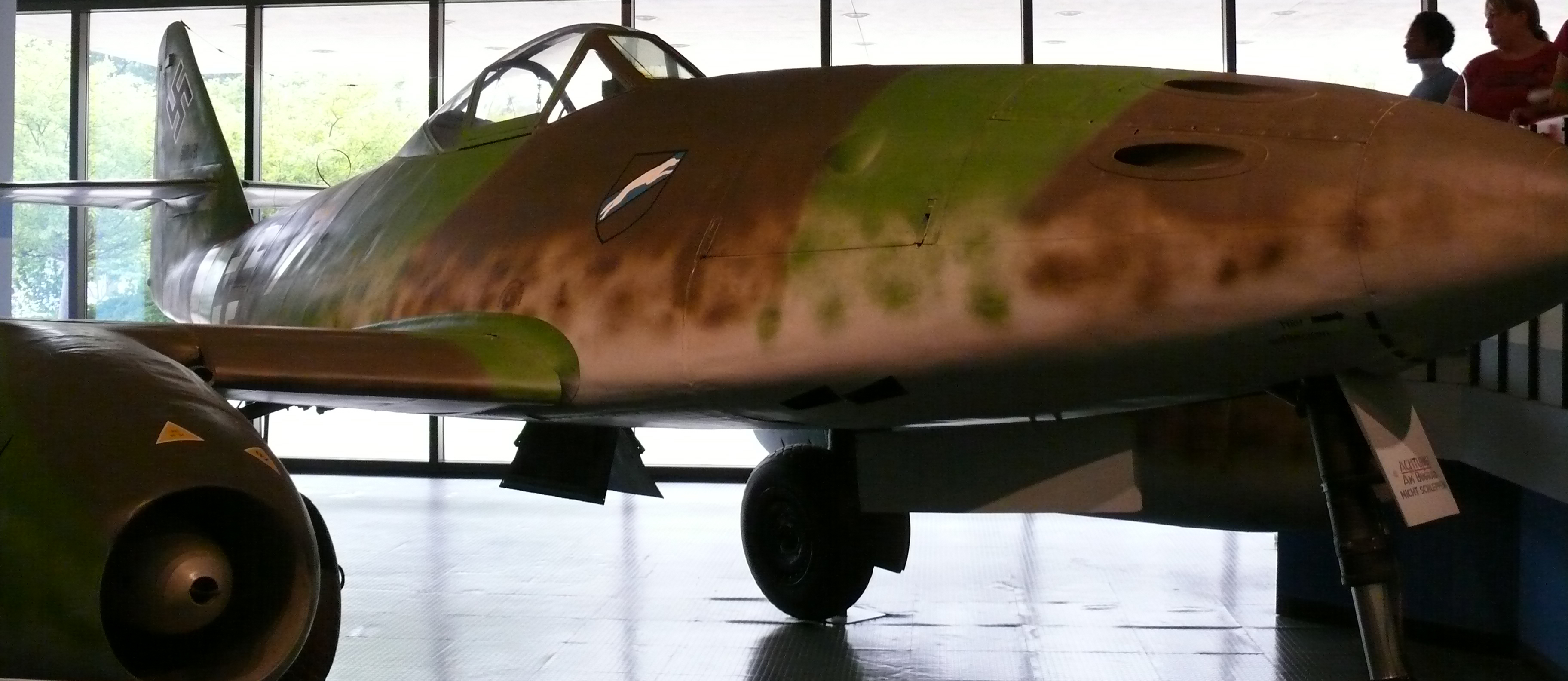
Il Me 262 A-1 "7 Giallo", matricola W.Nr.500491, conservato al National Air and Space Museum. L'aereo, appartenente al II./JG 7, riporta sul muso il levriero, emblema del reparto

Il JG 7 fu costituito il 25 agosto 1944 a Königsberg sotto il comando dell'Oberst Johannes Steinhoff.
Inizialmente avrebbe dovuto essere equipaggiato con Focke-Wulf Fw 190, ma tali velivoli non erano disponibili. Così, in ottobre, si decise di ri-equipaggiare il reparto con Messerschmitt Bf 109 G-14, ma anche di questi non c'era disponibilità. Allora, fu deciso che il reparto avrebbe adottato il nuovo caccia a getto Me 262.
Così, il Kommando Nowotny, il reparto che fino a quel momento operava coi Me 262, fu trasformato nel III./JG 7. Sotto il comando del Major Erich Hohagen, il III./JG 7 fu l'unico Gruppe del JG 7 che era in condizione di affrontare gli Alleati. Nel corso di tutta la sua esistenza, il JG 7 soffrì di una fornitura irregolare di nuovi aerei, carburante e pezzi di ricambio. Inoltre, con un velivolo così radicalmente diverso da tutti gli altri, gli incidenti in addestramento erano molto comuni, tanto che il reparto perse 10 aerei in sei settimane. I problemi tecnici e di carenza di materiali ostacolarono l'idea iniziale di operare solo con formazioni numerose, difatti usualmente il reparto non disponeva di più di 4-6 velivoli operativi. Dalle basi di Brandeburgo-Briest, Oranienburg e Parchim, il JG 7 operava ad intermittenza contro le enormi formazioni di bombardieri USAAF. Il 3 febbraio 1945 il JG 7 intercettò alcune formazioni di bombardieri USAAF, rivendicando l'abbattimento di 5 bombardieri. Entro la fine di febbraio il JG 7 aveva abbattuto 45 bombardieri quadrimotori e 15 caccia, ma in questa fase del conflitto un tale tasso di vittorie non aveva alcun effetto sulle capacità offensive alleate. Solo in marzo il JG 7 riuscì a portare attacchi su grande scala contro le formazioni di bombardieri. Il 3 marzo furono impiegati 29 Me 262, che riportarono 8 vittorie, riportando una sola perdita. Il 18 marzo il III./JG 7 effettuò l'attacco più grande fino a quel momento, con 37 Me 262 che attaccarono una forza di 1.200 bombardieri e 600 caccia. In questa azione furono impiegati per la prima volta i nuovi razzi R4M. I Me 262 che ne erano equipaggiati ne portavano ognuno 24 sotto le ali. Nell'attacco il JG 7 rivendicò l'abbattimento di 12 bombardieri e un caccia, anche se i registri statunitensi riportano la perdita di soli 8 bombardieri. Il III./JG 7 perse tre caccia durante il ritorno. Il I./JG 7 fu invece costretto a decollare con cattivo tempo, tanto che due caccia si scontrarono in volo. I rispettivi piloti, gli assi Hans Waldmann e Hans-Dieter Weihs, rimasero entrambi uccisi.

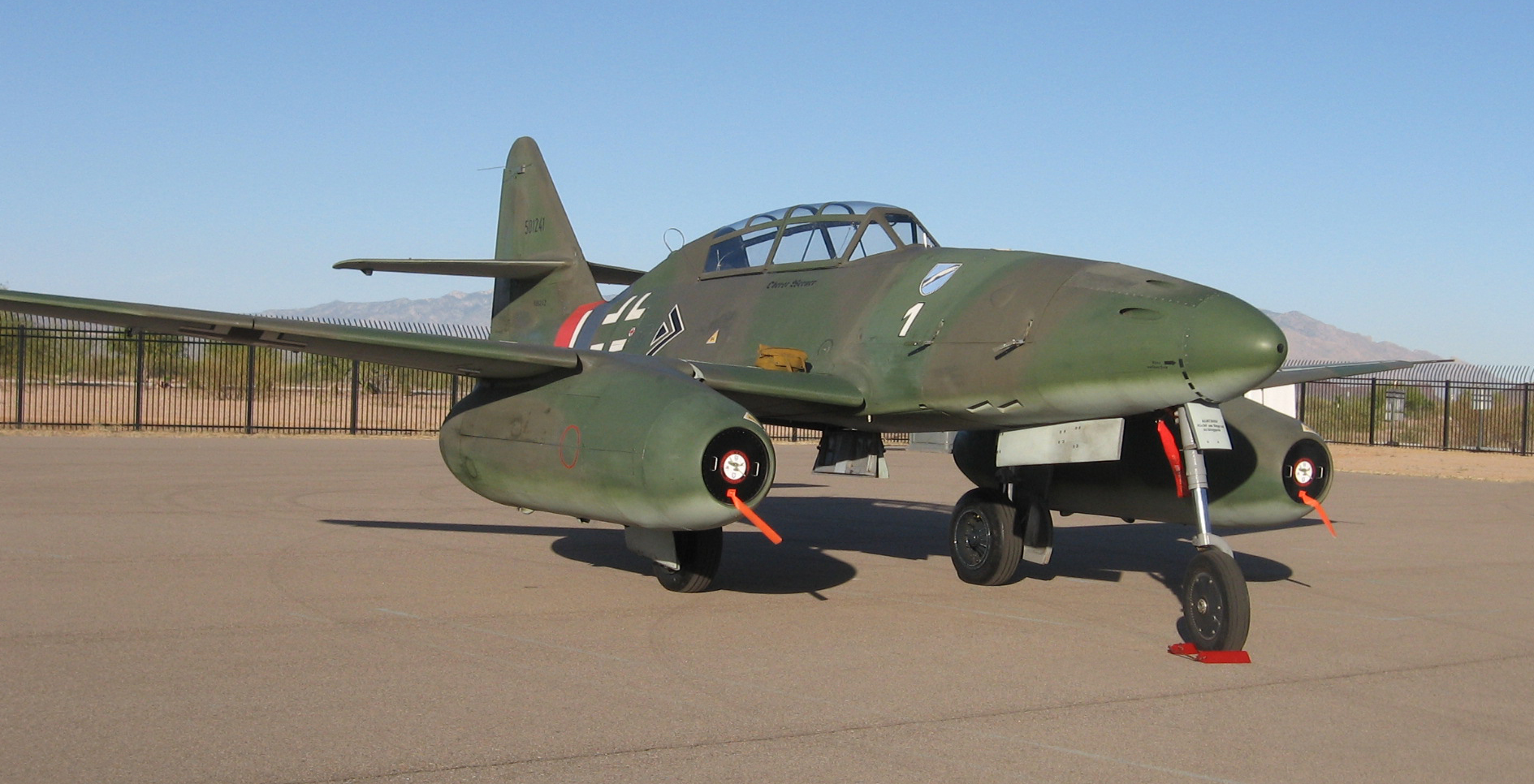
Un Me-262 B1-c, versione biposto, appartenente al JG7

Un terzo Me 262, pilotato da Günter Schrey, fu perso in combattimento. Il 21 marzo il JG 7 ottenne 13 vittorie, tutte contro B-17. Nella stessa missione gli statunitensi, per cause diverse, persero altri 6 bombardieri. Di contro, il JG 7 perse 4 Me 262. Il giorno successivo, 27 Me 262 del II./JG 7, ai comandi del major Theodor Weissenberger, attaccarono una formazione di B-17 sopra Lipsia. Il reparto riportò 12 vittorie, di queste una ad opera di Heinz Arnold e dello stesso Weissenberger.
Il 23 marzo l'USAAF bombardò le raffinerie di Ruhland, causando la sospensione della produzione di combustibile. La Luftwaffe reagì con 11 attacchi sopra Chemnitz, eseguiti da 14 Me 262 del reparto. Il Major Heinrich Ehrler abbatté due B-24 Liberator, mentre l'Oberfeldwebel Reinhold ottenne una probabile vittoria ai danni di un B-17. Fonti statunitensi confermano tali perdite subite contro Me 262.
Il giorno seguente il JG 7 intercettò una formazione di bombardieri, ottenendo 10 vittorie al costo di 4 aerei. Fonti statunitensi riportano, invece, una sola perdita e l'abbattimento di 8 Me 262. Il 25 marzo il JG 7 abbatté 5 B-24, perdendo però 5 Me 262 dei 25 che presero parte all'azione. Il 31 marzo il reparto ottenne 23 vittorie certe (19 bombardieri e due caccia) ed una probabile (un bombardiere), un record che non verrà più superato nelle missioni successive.
Quella mattina, 20 Me 262 del I./JG7 e 7 del III./JG 7 decollarono per intercettare 460 bombardieri Lancaster e Halifax della RAF e della RCAF diretti verso Amburgo. Tra questi, erano compresi le unità della RCAF: No. 419 Squadron (Moose), No. 434 Squadron (Bluenose), No. 408 Squadron (Goose), No. 415 Squadron (Swordfish) e No. 425 Squadron (Alouette). L'Oberleutnant Gustav Sturm, l'Oberleutnant Hans Grünberg (2), il tenente Hans Todt (2), il tenente Friedrich-Wilhelm Schenk (2), l'Oberleutnant Franz Schall (2), Fähnrich Ehrig (2), il tenente Hans-Dieter Weihs (1 probabile) e Gerhard Reiher ottennero 13 vittorie senza alcuna perdita.
Il totale delle vittorie di giornata fu innalzato di 6 unità nel pomeriggio quando l'Oberleutnant Fritz Stehle con la sua formazione intercettò una formazione di Lancaster. Stehle, Staffelkapitän del 2./JG 7, abbatté un Lancaster nei pressi di Osnabrück. L'11./JG 7 e la Stabsschwarm impegnarono l'Eighth Air Force sopra Zeitz, Brandeburgo e Braunschweig. Gli statunitensi accusarono la perdita di 3 B-17, 2 B-24 e 4 P-51, per lo più ad opera di Me 262. Si ritiene che il maggiore Weissenberger, l'Oberfähnrich Walter Windisch e l'Oberfeldwebel Otto Pritzl abbatterono ciascuno un B-17. Il maggiore Ehrler ed il tenente Rudolf Rademacher probabilmente abbatterono un P-51 ciascuno.
Il 7 aprile il JG 7 effettuò 59 sortite, il maggior numero in un solo giorno. Anche se la maggior parte non riuscì ad intercettare aerei alleati, furono ottenute cinque vittorie al costo di due perdite. Il 10 aprile, elementi del III. JG 7 e del I.(J)/KG 54, per un totale di circa 59 Me 262, furono inviati ad intercettare i caccia di scorta che accompagnavano una formazione di 1.261 bombardieri nella Germania del nord, mentre 180 caccia del Sonderkommando Elba attaccavano i bombardieri. I Me 262 ottennero circa 18 vittorie, ma oltre 60 Bf 109 furono abbattuti, assieme a 27 Me 262, quasi la metà di quelli partiti. Circa 19 piloti rimasero uccisi o dispersi, mentre cinque furono feriti. Le perdite statunitensi ammontarono complessivamente a 19 bombardieri e 8 caccia di scorta. Alle 16:00 dell'8 maggio 1945, ultimo giorno di guerra in Europa, il JG 7 combatté l'ultima battaglia aerea della seconda guerra mondiale. Verso le 15:20 l'Oberleutnant Fritz Stehle e il suo gregario decollarono per intercettare degli Yak-9 russi, sorprendendoli sopra Freiberg. La vittoria ottenuta da Stehle nello scontro può essere considerata l'ultima vittoria ottenuta da un pilota tedesco nel conflitto.

## Statistiche
Il numero totale di aerei abbattuti dal JG 7 è difficile da quantificare a causa della perdita dei registri della Luftwaffe. Comunque, furono rivendicate almeno 136 abbattimenti, ed ulteriori ricerche suggeriscono che il totale possa essere di circa 420.

## Comandanti

### Kommodore (comandanti di stormo)
- Oberstleutnant Johannes Steinhoff, 1º gennaio 1944
- Major Theodor Weissenberger, 1º gennaio 1945
- Major Rudolf Sinner, 19 febbraio 1945

### Gruppenkommandeure (comandanti di gruppo)

#### I./JG 7
- Hauptmann Gerhard Baeker, agosto 1944
- Major Theodor Weissenberger, 25 novembre 1944
- Major Erich Rudorffer, 14 gennaio 1945
- Oberleutnant Fritz Stehle, aprile 1945
- Major Wolfgang Späte, aprile 1945

#### II./JG 7
- Major Hermann Staiger, 12 gennaio 1945
- Hauptmann Ludwig-Wilhelm Burkhard, febbraio 1945
- Major Hans Klemm, 15 aprile 1945 - 8 May 1945

#### III./JG 7
- Major Erich Hohagen, 19 novembre 1944
- Major Rudolf Sinner, 1º gennaio 1945
- Hauptmann Johannes Naumann, 5 aprile 1945

#### IV./JG 7
- Oberstleutnant Heinrich Bär, 3 maggio 1945